# جيني كرايغ
جيني كرايغ (بالإنجليزية: Jenny Craig)‏ هي سيدة أعمال أمريكية، ولدت في 7 أغسطس 1932 في بيرويك في الولايات المتحدة.

## وصلات خارجية
- جيني كرايغ على موقع إن إن دي بي (الإنجليزية)